# Quartetto per archi n. 12 (Schubert)
Il Quartetto per archi n. 12 in Do minore, "Quartettsatz", D 703, fu composto da Franz Schubert nel dicembre del 1820. Si tratta del primo movimento di una composizione mai completata; in aggiunta a questo movimento d'apertura Schubert compose anche le prime battute di un Andante. Questo quartetto incompiuto viene considerato uno dei primi lavori della maturità di Schubert compositore.

## Contesto
Schubert iniziò a lavorare al suo quartetto d'archi all'inizio di dicembre 1820, poco dopo una "Schubertiade" tenutasi a casa di Ignaz von Sonnleithner il primo del mese. Si trattava del suo primo tentativo di composizione di un quartetto per archi dopo il completamento del Quartetto per archi n. 11 in Mi maggiore, D.353 del 1817. Terminato il primo movimento Allegro assai, Schubert scrisse le 41 battute del successivo movimento Andante  prima di abbandonare il lavoro.
Così come per la sua ultima Sinfonia Incompiuta, sono state fatte diverse ipotesi sul motivo per cui Schubert abbia lasciato l'opera incompleta. Un punto di vista, citato da Bernard Shore, considera che il compositore l'abbia accantonata per seguire un'altra idea musicale e che poi non vi abbia più messo mano, forse perché dopo aver composto un primo movimento così potente non riusciva a produrne una continuazione alla stessa altezza. Javier Arrebola considera invece probabile che questa composizione, così come altre dello stesso periodo, sia stata accantonata semplicemente perché "... non rappresentava ancora il grande balzo in avanti per cui stava lottando."
Dopo la morte di Schubert il manoscritto dello spartito arrivò nelle mani di Johannes Brahms che, dopo una prima esecuzione a Vienna nel marzo 1867, lo fece pubblicare nel 1870.
Per molto tempo si è pensato che il Quartetto per archi n. 12 in Do minore, D.703 fosse un lavoro precedente databile intorno al 1814 (probabilmente confondendolo con il Movimento di quartetto in do minore, D.103), pregevole e ben fatto ma con poco impatto sulle successive opere del compositore. Opinioni più recenti ne hanno invece ristabilito l'importanza come precursore delle sue più importanti composizioni; si veda ad esempio il commento di Maurice Brown, secondo il quale questo quartetto è "... il solo movimento nell'opera strumentale di Schubert, prima della Sinfonia n. 8  "Incompiuta", che ci prepari alla grandezza che esplode in quella sinfonia".
Quattro anni dopo questo quartetto lasciato incompleto, Schubert ritornò al genere scrivendo il Quartetto per archi n. 13 in la minore (detto Quartetto Rosamunde) D.804, che fu seguito dal Quartetto per archi n. 14 in re minore D.810 (noto anche come La morte e la fanciulla).

## Struttura
La composizione consiste in un primo movimento in forma di sonata, annotato come Allegro assai; la durata è di circa dieci minuti. Del secondo tempo Schubert scrisse soltanto 41 battute di un Andante in La bemolle maggiore.